# Journal of Finance
Le Journal of Finance est une revue académique spécialisée dans la finance publiée par Wiley pour l'American Finance Association. La revue a été créée en 1946. En 2012, le Journal of Finance est le journal le plus respecté et le plus influent au monde. Depuis, le journal perd en influence mais reste dans le top 10 des journaux académiques en finance.

## Prix Brattle
Le prix Brattle est un prix annuel décerné aux auteurs des meilleurs articles de recherche en finance d'entreprise publiés dans le Journal of Finance. Chaque année, les éditeurs associés du Journal of Finance priment cinq articles d'excellence. Les deux meilleurs articles de finance dans le sous-domaine de la finance d'entreprise et les trois meilleurs articles parmi les cinq articles parus dans les cinq premiers numéros de cette année et dans le numéro de décembre de l'année précédente sont récompensés à l'American Finance Association, en janvier de l'année suivante.
Bien que le prix soit décerné par le groupe Brattle, l'administration du prix Brattle relève de la responsabilité du rédacteur en chef du Journal of Finance et se déroule conjointement avec la sélection des prix Smith Breeden. Les éditeurs associés votent pour les deux meilleurs articles de finance d'entreprise (pour les prix Brattle) et les trois meilleurs autres articles (pour les prix Smith-Breeden). Les articles recevant le plus de votes dans leurs catégories reçoivent les prix ; cependant, un article ne peut pas gagner dans les deux catégories[réf. nécessaire].

### Lauréats
| Article                                                                                            | Auteur(s)                                                                  | Année | Vol.          |
| -------------------------------------------------------------------------------------------------- | -------------------------------------------------------------------------- | ----- | ------------- |
| Were the Good Old Days That Good? Changes in Managerial Stock Ownership Since the Great Depression | Clifford G. Holderness, Randall S. Kroszner, et Dennis P. Sheehan          | 1999  | avril 1999    |
| How Big Are the Tax Benefits of Debt?                                                              | John R. Graham                                                             | 2000  | octobre 2000  |
| Conflicts of Interest and Market Illiquidity in Bankruptcy Auctions: Theory and Tests              | Per Strömberg                                                              | 2001  | décembre 2000 |
| Market Timing and Capital Structure                                                                | Malcolm Baker et Jeffrey Wurgler                                           | 2002  | février 2002  |
| Effects of Corporate Diversification on Productivity                                               | Antoinette Schoar                                                          | 2003  | décembre 2002 |
| Diversification Discount or Premium? New Evidence from the Business Information Tracking Series    | Belen Villalonga                                                           | 2004  | avril 2004    |
| Debt Dynamics                                                                                      | Christopher A. Hennessy et Toni M. Whited                                  | 2005  | juin 2005     |
| Investment and Financing Constraints: Evidence from the Funding of Corporate Pension Plans         | Joshua D. Rauh                                                             | 2006  | février 2006  |
| Do Tests of Capital Structure Theory Mean What They Say?                                           | Ilya A. Strebulaev                                                         | 2007  | aout 2007     |
| The Risk-Adjusted Cost of Financial Distress                                                       | Heitor Almeida et Thomas Philippon                                         | 2008  | décembre 2007 |
| Why Are Buyouts Levered? The Financial Structure of Private Equity Funds                           | Ulf Axelson, Per Strömberg, et Michael S. Weisbach                         | 2009  | aout 2009     |
| Information and Incentives Inside the Firm: Evidence from Loan Officer Rotation                    | Andrew Hertzberg, José M. Liberti, et Daniel Paravisini                    | 2010  | juin 2010     |
| Bankruptcy and Collateral Channel                                                                  | Efraim Benmelech et Nittai K. Bergman                                      | 2011  | avril 2011    |
| Information Disclosure, Cognitive Biases, and Payday Borrowing                                     | Marianne Bertrand et Adair Morse                                           | 2012  | décembre 2012 |
| Risk Management and Firm Value: Evidence from Weather Derivatives                                  | Francisco Pérez-González et Hayong Yun                                     | 2013  | octobre 2013  |
| A Theory of Debt Maturity: The Long and Short of Debt Overhang                                     | Douglas W. Diamond et Zhiguo He                                            | 2014  | avril 2015    |
| Does Going Public Affect Innovation?                                                               | Shai Bernstein                                                             | 2015  | août 2016     |
| Asymmetric Information about Collateral Values                                                     | Johannes Stroebel                                                          | 2016  | juin 2017     |
| Financial Contracting and Organizational Form: Evidence from the Regulation of Trade Credit        | Emily Breza et Andres Liberman                                             | 2017  | février 2017  |
| Homeowner Borrowing and Housing Collateral: New Evidence from Expiring Price Controls              | Anthony A. Defusco                                                         | 2018  | avril 2018    |
| Foreclosure Contagion and the Neighborhood Spillover Effects of Mortgage Defaults                  | Arpit Gupta                                                                | 2019  | octobre 2019  |
| The Insurance Is the Lemon: Failing to Index Contracts                                             | Barney Hartman-Glaser et Benjamin Hébert                                   | 2020  | janvier 2020  |
| Leverage Dynamics without Commitment                                                               | Peter M. DeMarzo et Zhiguo He                                              | 2021  | décembre 2020 |
| Predictably Unequal? The Effects of Machine Learning on Credit Markets                             | Andreas Fuster, Paul Goldsmith-Pinkham, Tarun Ramadorai, et Ansgar Walther | 2022  | février 2022  |
| Specialization in Bank Lending: Evidence from Exporting Firms                                      | Daniel Paravisini, Veronica Rappoport, et Philipp Schnabl                  | 2023  | juin 2023     |
| Trading and Shareholder Democracy                                                                  | Doron Levit, Nadya Malenko, et Ernst Maug                                  | 2024  | février 2024  |

## Prix Nobel
Sept Prix Nobel d'économie ont été remportés grâce à des articles publiés dans le Journal of Finance: 
- Harry Markowitz pour l'article Portfolio Selection (1952)[6],
- William Sharpe pour l'article Capital Asset Prices: A Theory Of Market Equilibrium Under Conditions Of Risk (1964)[7],
- William Vickrey pour l'article Counterspeculation, Auctions, And Competitive Sealed Tenders (1961)[8],
- Eugene Fama pour les articles Efficient capital markets: a review of theory and empirical work (1970)[9], Efficient capital markets: II (1991)[10] et The Cross Section of Expected Stock Returns (1992)[11],
- Lars Peter Hansen pour l'article Assessing Specification Errors in Stochastic Discount Factor Models (1997)[12],
- Robert Shiller pour les articles The Use of Volatility Measures in Assessing Market Efficiency (1981)[13] et Stock Prices, Earnings, and Expected Dividends (1988)[14],
- et Richard Thaler pour les articles Does the Stock Market Overreact? (1985)[15], Further Evidence On Investor Overreaction and Stock Market Seasonality (1987)[16] et Investor Sentiment and the Closed‐End Fund Puzzle (1991)[17].

Plus de 100 articles publiés par le Journal of Finance ont été écrits par des Prix Nobel d'économie.